# Tour de Vendée 2012
La 41e édition du Tour de Vendée a eu lieu le 14 octobre 2012. Elle a été remportée par le Néerlandais Wesley Kreder (Vacansoleil-DCM) deux secondes devant les Français Jonathan Hivert (Saur-Sojasun) et Sébastien Hinault (AG2R La Mondiale). Il s'agit de la dernière épreuve de la Coupe de France de cyclisme sur route 2012.
L'épreuve fait partie de l'UCI Europe Tour 2012 en catégorie 1.HC.

## Présentation

### Équipes
Classé en catégorie 1.HC de l'UCI Europe Tour, le Tour de Vendée est par conséquent ouvert aux UCI ProTeams dans la limite de 70 % des équipes participantes, aux équipes continentales professionnelles, aux équipes continentales françaises et à une équipe nationale française.
16 équipes participent à ce Tour de Vendée : 4 ProTeams, 8 équipes continentales professionnelles et 4 équipes continentales :
| Nom de l'équipe   | Pays     | Code |
| ----------------- | -------- | ---- |
| AG2R La Mondiale  | France   | ALM  |
| Euskaltel-Euskadi | Espagne  | EUS  |
| FDJ-BigMat        | France   | FDJ  |
| Vacansoleil-DCM   | Pays-Bas | VCD  |

| Nom de l'équipe         | Pays   | Code |
| ----------------------- | ------ | ---- |
| Auber 93                | France | AUB  |
| La Pomme Marseille      | France | LPM  |
| Roubaix Lille Métropole | France | RLM  |
| Véranda Rideau-Super U  | France | VRU  |

| Nom de l'équipe              | Pays        | Code |
| ---------------------------- | ----------- | ---- |
| Bretagne-Schuller            | France      | BSC  |
| Cofidis                      | France      | COF  |
| Europcar                     | France      | EUC  |
| Farnese Vini-Selle Italia    | Royaume-Uni | FAR  |
| Landbouwkrediet-Euphony      | Belgique    | LAN  |
| Saur-Sojasun                 | France      | SAU  |
| Topsport Vlaanderen-Mercator | Belgique    | TSV  |
| Type 1-Sanofi                | États-Unis  | TT1  |

## Classement final
|    | Coureur           | Pays     | Équipe                       |    | Temps           |
| -- | ----------------- | -------- | ---------------------------- | -- | --------------- |
| 1  | Wesley Kreder     | Pays-Bas | Vacansoleil-DCM              | en | 4 h 13 min 08 s |
| 2  | Jonathan Hivert   | France   | Saur-Sojasun                 | +  | 2 s             |
| 3  | Sébastien Hinault | France   | AG2R La Mondiale             |    | 2 s             |
| 4  | Armindo Fonseca   | France   | Bretagne-Schuller            |    | 2 s             |
| 5  | Benoît Vaugrenard | France   | FDJ-BigMat                   |    | 2 s             |
| 6  | Laurent Pichon    | France   | Bretagne-Schuller            |    | 2 s             |
| 7  | Samuel Dumoulin   | France   | Cofidis                      |    | 2 s             |
| 8  | Marco Marcato     | Italie   | Vacansoleil-DCM              |    | 2 s             |
| 9  | Eliot Lietaer     | Belgique | Topsport Vlaanderen-Mercator |    | 2 s             |
| 10 | Saïd Haddou       | France   | Europcar                     |    | 2 s             |

## Liste des participants
- Liste de départ complète